# Jens Søndergaards Museum
Jens Søndergaards Museum är ett danskt konstnärsmuseum i Ferring i Västjylland. Museet ligger Jens Søndergaards sommarhus och ateljé i västra delen av Ferring, nära Nordsjöns strand. 
Jens Søndergaard, som växte upp i Thy, hade från 1930 sommarbostad i Ferring. Han testamenterade 1952 sitt sommerhus och ”den i bygningen ved min død værende malerisamling” till den dåværande Vandborg-Ferrings kommun. Søndergaard dog 1957 och museet invigdes 1958. Sedan 1997 har Jens Søndergaards Museum ingått i Lemvig Museum. 
Museets utställning består huvudsakligen av målningar av Søndergaard, men också av en del möbler och annat, som fanns i huset vid Søndergaards dödsfall. 
Flertalet målningar har motiv från Bovbjerg och Ferring.